# دارسي براون
دارسي براون هو لاعب كرة قدم كندية كندي، ولد في 29 مايو 1986 في ميسيساغا في كندا.